# 케니 맥코믹
케네스 '케니' 맥코믹(Kenneth 'Kenny' McCormick)은 《사우스 파크》 만화 영화 시리즈에 나오는 4명의 중심 등장인물의 하나이다. 케니의 목소리는 맷 스톤이 연기했다.
케니는 주황색 파카를 항상 입고 있고, 처음 에피소드부터 5 시즌까지 거의 몇몇 예외를 제외하고 매번 죽는다(비록 그가 무관심하고, 그 사실에 싫어해도 아무도 그의 죽음을 걱정하지 않는다). 그건 그의 파카에 달린 모자 때문인데, 이 모자는 쇼의 역사에서 약간의 예외적인 장면을 제외하고는 항상 그의 입을 가리고 있다(모자는 작가가 케니에게 말하는 말을 일반적으로 검열하는 역할을 하고 있다). 이따금씩 우리는 케니의 말을 이해할 수 있고, 그리고 약간의 폐쇄 자막으로 그의 말을 분명하게 알 수 있다. 케니는 오직 두 번 그의 파카를 벗고 이야기 하는데, 《극장판 사우스 파크》와 에피소드 "The Jeffersons"이 바로 그것이다. 케니가 두려워 할 때면 그는 그의 모자를 꽉 조으면서 그의 얼굴을 가리고 그가 말하는 소리가 더 커지게 된다.

## 등장인물
케니는 에피소드의 대부분에서 작가들이 그를 죽이는 것을 꺼려할 때까지 계속 죽었다. 그러나 그는 몇 시즌이 지난 다음에 다시 등장하였다 - 5 시즌에서 공식적으로 죽은 이후부터는 작가들은 케니가 죽는 개그이 지루하기 때문에, 에피소드에서 거의 케니를 죽이지 않았다. 매트 스톤과 트레이 파커의 인터뷰에서 케니가 계속 죽는 이유를 물어봤는데, 그들은 케니가 가난해서 계속 죽인다고 답변하였다. 케니는 그가 일정하게 죽는다는 사실에 대해 인식하고 있는 것을 보이는데, 스탠이 카일이 죽을 거라고 슬퍼할 때, 케니는 그소리를 듣고 화가 난다. 케니는 또한 제재 수업 대신 가사 수업을 듣는데, 왜냐하면 그는 위험한 산업 환경이 있는 제재 수업에서 그가 죽을 것을 염려하고 있기 때문이다.
케니가 파카를 쓰고 있지 않을 때의 목소리는 약간 높게 잡은 스탠 마시의 목소리이다. 《극장판 사우스 파크》에서, 케니의 목소리는 《Beavis and Butt-head》와 《King of the Hill》을 만든 제작자인 마이클 저지가 연기하였다. 8 시즌의 "The Jeffersons" 에피소드에서 케니의 목소리는 매트 스톤이 연기하였다. 일반적으로 말해서, 케니의 주위에서 충분한 시간을 보내지 않은 사람들은 그가 말하고 있는 것을 이해하는 데 문제가 있다.
케니의 가족은 극단적으로 가난하다. 그의 아버지인 스튜어트 맥코믹은 알코올 의존자이고, 케니의 친구는 (특별하게 에릭 카트먼) 종종 케니의 아버지에 대해서 괴롭힌다. 케니에게는 두 명의 형제가 있다: 케빈 맥코믹과, 겉으로는 아무 이름도 없는 어린 소녀는 "Kenny Dies" 에피소드까지 명백하게 존재하지 않았다. 왜냐하면 케니의 가족이 가난하기 때문이다(그들은 McCormicks는 필로폰을 만든다고 "Lil' Crime Stopper" 에피소드의 경찰이 말하더라도, 복지 원조를 받고 있다). 하지만 후에 캐론 맥코믹으로 이름이 밝혀지고, 케니가 미스테리온일 때 괴롭힘 당하는 그녀를 도와주거나 아르바이트를 해 인형을 사주는 등 관계는 좋아보인다. 케니의 가족은 냉동 와플을 반찬 없이먹고, 샌드위치로 아침을 때운다. 이것은 역설인 것처럼 보인다. 케니는 항상 새로운 경향의 장난감과 비디오 게임을 가지는데, 예를 들어서 월드 오브 워크래프트에 가입한 것과(그리고 컴퓨터로 게임을 하는 것이랑), 사우스 파크에서 최초로 PSP를 갖게 된 것이랑, 친포코몬 인형을 사는 것과, 또 혼자서 축전지를 동력으로 삼는 자그마한 포드 브롱코를 가진 일같은 것 말이다. 카트먼은 종종 케니에게 그의 빈곤함을 이용해서 이상하거나 위험한 업무 이행을 위한 돈을 제안한다. ("Fat Camp" 에피소드)
케니가 그의 입을 파카로 가리고, 케니는 많이 욕설하고, 몇몇 상스러운 단어를 말했지만, 보통 검열돼서 나왔다. 예를 들어서 첫 번째 인트로에서, 케니는 "나는 질이 깊은 여자를 사랑하고, 난 커다란 유방이 있는 여자도 좋아"라고 말했다(그러나 인트로에서는 웅웅거리는 소리만 나온다).
케니는 그들 집단에서 성 지식이 매우 풍부하고, 매우 정도에서 벗어나게 묘사한다. 종종 성적인 말이 나올때, 스탠과 카일, 카트먼은 그것에 대해서 모르지만, 케니는 그 말을 자세하게 설명하여 주곤 한다. 케니의 웅웅 거리는 말은 수시로 웃음과 혼란을 만들기도 한다. 그의 지식은 아마도 그의 가족이 보는 포르노를 보는것에서 비롯되었을 것이다. 그리고 그는 포르노를 소지하고 있는 것같다. 케니는 보통 변장을 최초로 실행하기도 한다(짐보의 가스 탱크에서 술을 마시고, 하워드 스턴에게 약간의 돈을 위해서, 콧노래를 부르기도 한다). "Fat Camp" 에피소드에서 스탠과 카일은 케니의 행동을 주시하고, "미친 케니 쇼"를 만든다. 거기서 그는 돈을 위해서 불쾌한 연기를 해서 스타에 오르게 된다(예를 들어서 쥐먹기와, 아기의 어머니 앞에서, 태아를 죽이는 체 하는 것, 그리고 그의 머리를 황산으로 감기도 한다).
여러 가지 추한 일에도 불구하고, 케니는 그룹에서 가장 친절하고, 가장 한가로운 것처럼 보이는데, 항상 기꺼이 친구들의 문제를 도와줄 준비가 되어 있다. (6 시즌의 초반에서, 케니는 여전히 공식적인 친구인 버터스를 도와준다); 게다가 몇몇의 그의 죽음은 살신성인을 보여 주기도 한다.
그렇다고 하더라도, 그가 말하는 시간은 희소하고, 그가 말을 하더라도 케니는 보통 약간만 말만 할 것이다. 최근의 에피소드에서 케니는 약간의 말을 하거나, 아니면 완전히 안나오게 된다. 그가 제일 좋아하는 스포츠 팀은 덴버 브롱코스이다.
케니는 항상 주황색 파카와, 갈색 장갑을 끼고 있다 (그가 영화 동안에 안 나왔는것을 제하더라도, 극장판 사우스 파크와 에피소드 "Super Best Friends", "The Tooth Fairy Tats 2000", "Lil' Crime Stoppers", "The Jeffersons" 그리고 "The Losing Edge"). 또한 시즌 7의 에피소드인 "South Park Is Gay!" 에서, 케니의 머리카락이 그의 푸른색 파카 밖으로 삐져나와 있으나 에피소드가 지나고도 제거되지 않았다(비록 "Manbearpig" 에피소드에서 파카 바깥으로 머리카락이 없어졌는 것을 보지만 말이다) "The Losing Edge" 에피소드에서 케니는 파카 대신에 빨간 야구 모자가 씌어진다. 그의 파카 밑에 있는 머리는 어질러진 금발이다. 1시즌의 에피소드인 "Starvin' Marvin"에서 칠면조에게 눈이 찔릴때 눈알이 파란색으로 나온 것을 보아 그가 파란색 눈을 가지고 있다는 것을 알 수 있다.
케니의 포토리얼리즘적인 판은 "Free Wilzyx"에서 경찰 몽타주를 만드는 화가가 그린 것이 있다.
일반적으로 케니가 자주 죽고 목소리가 잘 들리지 않는 것은 가난한 사람들의 발언권이 없는 미국 사회를 풍자한 것이라는 것이 정설이다. 시즌 1 DVD의 코멘터리에서 제작자들은 그 사실을 인정했다.

## 그가 그의 파카를 벗은 모습이 출연하는 에피소드/영화
| #    | 에피소드                           | 상황 |
| ---- | ---------------------------------- | --- |
|      | 《극장판 사우스 파크》             | - 처음으로 케니가 파카를 벗은 모습이 등장한다. 뒤돌아서 그의 파카를 벗은 모습이 보인다. - 영화의 마지막에 케니는 그의 얼굴을 드러내고 "잘있어 친구들아"라고 말한다. |
| 402  | The Tooth Fairy Tats 2000          | - 그는 그의 파카밖으로 나오게 되는데, 에피소드에서는 그의 뒷부분만 보이게 된다. |
| 415  | Fat Camp                           | - 케니는 해우의 지라를 먹게되는데, 그리고 그의 입이 몇초 동안 보이게 되지만 그가 먹으면서 내는 소리 때문에 그의 목소리가 들리지 않는다. |
| 504  | Super Best Friends                 | - 그는 머리를 깎고, 그리고 그의 곁에 있던 다른 사람들과 비슷한 복장을입고, 실제로 그가 케니인것은 불분명하게 남아 있다. 스탠은 물에 떠있는 죽은 소년이 카일인지 아닌지 확인하기 위해서 그들을 뒤집어 보다가, 어느 소년을 뒤집다가 갑자기 멈추고 그가 "세상에 그들이 케니를 죽였어!"라고 말한다. |
| 706  | Lil' Crime Stoppers                | - 케니는 그의 파카를 벗고 사워를 한다. 그러나 뒷 모습만 보이게 된다. |
| 801  | Good Times with Weapons            | - 애들이 일본만화영화 스타일로 변하게 되는데, 오직 케니만 얼굴에 스카프가 씌어져 있다. |
| 807  | The Jeffersons                     | - 케니는 블랭킷(제퍼슨씨의 아이)로 변장하게 되고, 영화를 제외하고, 그의 파카를 벗고 말하는 장면이 나온다. |
| 905  | The Losing Edge                    | - 케니는 야구 유니폼을 입게 되고, 다른 애들과 비슷하게 보인다. 그러나, 그의 머리와, 다른 아이들보다 눈에 띄고, 그리고 그의 숫자인 운나쁜 13번으로 알 수 있다. |
| 1103 | Lice Capades                       | - 에릭 카트먼이 이가 나온 아이를 잡기 위해 실험하는 과정에서 케니를 지목하게 되고, '양말목욕'을 당하는 과정에서 반 아이들에게 강제로 파카를 벗겨지게 되는 장면이 나온다. 목소리는 정확히 나오지만, 얼굴 모습은 가려져 있다.                                                                     |
| 1302 | The Coon                           | - 쿤의 계략에 의해 미스테리온은 가면을 벗게된다. 하지만 방영당시에는 사우스파크 아이들의 얼굴이 죄다 똑같다보니 누구인지 몰랐지만 후에 미스테리온 = 케니로 밝혀지게 된다. |
| 1507 | You're Getting Old                 | - 에피소드 초반 스탠의 생일을 축하하기 위해 'Whistlin' Willy's'에 모여있는 장면에서 파카의 윗부분을 벗은채로 나온다. 오른쪽에 티미와 클라이드 사이에 앉아있다. |
| 1511 | Broadway Bro Down                  | - 수영장에서 래리가 다이빙을 못하고 다이빙대 위에 서있는 장면에서 수영복만 입은채로 나온다. 가장 키 작은 꼬마 아이 다음에 서 있다. |
| 1606 | I Should Have Never Gone Ziplining | - 아이들의 실제 대역이 나오는 장면에서 파카가 얼굴에 다 씌워지지 않은 채로 나온다. 물론 케니 자체의 실제 모습이 아니라 대역의 모습이다. |
| 1612 | A Nightmare on a Face Time         | - 핼러윈 분장을 위해 파카를 벗고 분장 옷을 입는다. 아이언맨으로 변했다. 그렇기 때문에 얼굴은 나오지 않는다. 목소리는 아이언맨처럼 기계음이 섞여서 나오지만 제법 깨끗한 편이다. |

## 친구들과의 관계
카트맨은 비록 케니보다 유명하지 않아도 일반적으로 케니를 괴롭히는데, 이건 케니가 가난하기 때문이고, 그리고 그를 노예나 노동자로 분류하는 모습을 종종 볼 수 있다. 그러나, 카트맨은 케니가 다른 3명의 친구들처럼 그의 좋은 친구들이라고 생각한다. 비록 카트맨이 그들의 우정의 깊이를 과장하거나, 목적을 달성하기 위해서 말이다, 일반적으로 "Best Friend Forever" 에피소드에서처럼 케니가 죽거나, 무능력해지면, 케니는 모두다 싫어하는 카트맨에게 미안하다고 그의 일반적인 견해를 가진다. 그러나 "Kenny Dies" 에피소드에서, 케니는 카트맨을 카일과 스탠과 같은 좋은 친구로 평가한다.
또한 그의 유언장에서는 스탠과 카일에 대해서는 '너희는 남자로 태어나 가질 수 있는 최고의 친구들이야.'라고 한 반면, 카트맨에 대해서는 '넌 외롭고 비참하고 끔찍하게 죽을 거야.'라고 악평을 한다. 하지만 그러면서도 '넌 너무 불쌍하게 죽을 놈이니까 내 게임기를 줄게.'라며 카트맨 앞으로 자신의 게임기를 남기는 등, 카트맨을 아끼는 모습을 보여준다. 또한 카트맨의 책상에는 케니와 카트맨이 둘이서만 어깨동무를 한 채, 환하게 웃는 사진이 놓여있다. 둘의 사이가 결코 나쁘지 않음을 알 수 있다.
케니는 그가 동의하는 것에 대해서 카트맨이 이야기할 때 그를 따를 것이지만 카트맨의 태도가 심하면 카일과 스탠을 따른다. 때때로 그는 카트맨을 때리고 그의 명령에 복종하게 한다.
"Chickenpox" 에피소드에서 카일의 아버지와 케니의 아버지가 사이가 벌어지기 전에는 매우 친한 친구였음을 알 수 있다.
"Rainforest Schmaninforest" 에피소드에서 케니에게는 켈리라는 여자친구가 있다는 것을 알 수 있다. 그녀는 그의 유명한 "죽음"장면에서 그를 확실하게 살려낸다. 그리고 "Spontaneous Combustion" 에피소드에서 그는 많은 시간을 새 여자친구 집에서 보냈으나 시청자는 그녀를 보지 못한다. 켈리에 대해서는 듣거나 보지 못했다.

## 재능들

### 음악
"Quintuplet 2000" 에피소드에서 케니는 수업을 받고 매우 뛰어난 오페라 가수가 될 뻔했다. "Christian Rock Hard" 에피소드에서 그는 또한 능숙한 드러머로 나온다.

### 비디오 게임
케니는 거대한 규모의 전략 비디오 게임을 하는 것을 "Best Friends Forever" 에피소드에서 보여주었는데, 천국Vs지옥 게임에서 그는 레벨 60에 도달하였고, 그는 천사들에게 키아누 리브스와 비슷한 취급을 받게 된다.

### 싸움
케니는 다른 소년들보다 강인하게 보이고, 그리고 몇몇 경우에 싸웠었다. 케니는 또한 "The Return Of Chef" 에피소드에서 카트먼의 명령에 그의 "화려하게 도는 호두 으깨기"를 하였다.

### 연기
"The Jeffersons" 에피소드에서 그는 마이클 제퍼슨의 아들인 블랭킷의 옷을 입고 연기하였다.

### 운동 경기
"The Losing Edge" 에피소드에서 케니는 다른 소년들과 같이 야구를 한다.

## 죽음
케니는 처음 에피소드부터 5시즌까지 매화 계속하여 사망했다가 다음 회에 언제 그랬냐는듯이 다시 살아난다. 종종 스탠 마시가 "오 세상에나, 케니가 살해당했어!(Oh my god? They killed Kenny!)"라 외친 후 카일 브로플로브스키가 "이 개새끼들!(You Bastards!)"이라 외치며, 화마다 말하는 이와 대화의 내용이 달라진다. 처음의 몇몇 에피소드에서 카일은 완전한 문장을 말했으나 나중에 그건 케니를 누가 죽였는지에 따라 변하게 된다.
케니는 사우스 파크에서 88번 죽고, 다시 돌아왔다(현재까지 시리즈에서 78번, 매트 스톤과 트레이 파커가 만든 크리스마스 정신에서 2번, 다른 허가받은 TV 패러디에서 6번, 그리고 영화에서 2번).
케니는 5시즌 시작부터, 죽는 빈도 수가 급격히 낮아졌다.; 트레이 파커와 매트 스톤에게 이유를 물어보니, 그들은 더 이상 케니를 죽이는 방법을 찾기가 너무 힘들다고 답변하였다.
다음은 각 편별 케니가 어떻게 죽는지를 보여준다.

### 극장판
1. 카트맨에게 방귀에 불을 붙일 수 있다는 것을 증명해 보이다가 자기 몸이 타버림. 이후 치료중 의사가 케니의 심장을 구운 감자로 바꾸어 버려서 사망

### 시즌 1
1. Cartman gets an anal probe : 소떼한테 받히고 뒤따라가던 바브레디 경관의 경찰차에 치여 사망.
2. Weight gain 4000 : 개리슨 선생님이 쏜 총을 맞고 튀어올라 깃대에 꽂혀 사망.
3. Volcano : 네드가 총을 떨어뜨리면서 오발, 맞고 사망.
4. Big gay Al's Big gay boat ride : 미들파크와의 미식축구 경기에서 미들파크 선수들에게 양 팔이 잡히면서 토막 남.
5. An elephant make love to a pig : 스탠의 미친 복제인간이 케니를 던졌고, 전자렌지에 들어가버렸다.
6. Death : 스탠의 할아버지를 데리러 온 줄 알았던 저승사자는 케니를 데려갔다.
7. Pinkeye : 추락하는 러시아 우주정거장 미르에 깔려서 사망.
8. Damien : 전학생 데미안이 케니를 오리너구리로 만들었고 짐보와 네드가 사냥했다.
9. Starvin' Marvin : 미쳐버린 칠면조들에게 난타당했다.
10. Mr. Hankey the Christmas Poo : 처음으로 죽지 않으며, 그 기쁨으로 마지막에 만세 부름.
11. Tom's Rhinoplasty : 이라크군에게 발악하던 임시 교사 엘렌이 던진 칼에 맞고 사망.
12. Mecha Streisand : 다른 때는 거의 죽을 뻔하면서도 안 죽다가 놀이터의 고무줄 공놀이 기구를 한 대 쳤다가 목이 매달려 사망.
13. Cartman's Mom is a dirty slut : 고카트(go-kart?)를 운전하다가 기차에 치여 사망. 이 장면을 비디오로 찍은 스탠의 할아버지는 이 비디오로 1만 달러의 상금을 얻었다.

### 시즌 2
1. Terrance & Phillip In not with my anus : (이전 에피소드에서 TV 광고하던)테란스&필립 특별 쇼로, 주인공 4인방은 나오지 않았으므로 죽지 않았다.
2. Cartman's Mom is still a dirty slut : 병원의 외부에 있는 보조발전기 전선을 손으로 연결하여 감전사.
3. Chickenlover : 몇 번 죽는 거처럼 보이다가 안 죽고, 마지막에 쓰러진 전나무에 깔려 죽었다.
4. Ike's Wee wee : 아이크의 장례식에서 빈 무덤자리에 떨어졌는데 날카로운 비석에 정통으로 찍혔다. 즉사.
5. Conjoined fetus lady : 중국과의 세계 피구 결승전에서 공을 아주 세게 맞고 벽에 부딪혀 사망.
6. The Mexican staring frog of southern Sri Lanka : 난장판이 된 Jesus and pals 촬영장에서 두 아저씨(관객들)가 난동부리다 케니를 잡아당김. 케니는 두동강 나 사망.
7. City on the edge of forever(Flashbacks) : (에피소드는 꿈 속에서 진행되지만) 정체불명의 검은 괴물에게 잡혀 죽었다.
8. Summer sucks : 거대 뱀탄이 치고 간 간이 관중석(으로 추정?)에 깔려 사망. 주인공들의 과거 회상에서도 한 번 죽었다. 불꽃을 손에 들고 있다 불꽃이 터져 사망.
9. Chef's Chocolate salty balls : 영화보고 나오는 관객들에게 압사당했다.
10. Chicken pox : 마지막에 병사함.
11. Roger Ebert should Lay off the fatty foods : 천문관에서 강력한 세뇌 기계의 영향을 받고 폭사.
12. Clubhouses : 카트먼의 클럽하우스에서 모쉬 핏에 휘말렸다. 비의도적인 타살로 추정된다.
13. Cow days : 로데오 황소에게 받혀 죽었다.
14. Chef aid : 유명한 뮤지션들이 나와서 쉐프 구호 자선공연을 하는 에피소드(사운드트랙 앨범이 있다). 오지 오스본이 자기가 박쥐를 물어뜯은 이야기를 하면서 케니를 물어뜯어 죽였다.
15. Spooky fish : 스탠이 받은 악한 금붕어가 어항에 케니를 끌고 가 죽였다.
16. Merry Christmas Charlie Manson : 네브라스카에서의 인질극에서 경찰에게 항복의 의미로 흰색 깃발을 가지고 나갔다가 탈옥수로 오인받고 현장사살됨.(죄수복과 케니가 입은 파카의 색이 동일했기 때문.)
17. Gnomes : 팬티 요정들의 팬티 운반차량이 떨어져 압사.
18. Prehistoric Ice man : 1996년에 얼려진 냉동인간을 구경하다 벨트 컨베이어에 걸려 사망.

### 시즌 3
1. Rainforest shmainforest : 번개에 맞아 죽을 뻔했으나 켈리가 인공호흡으로 살려줌.
2. Spontaneous Combustion : 제목 그대로(자연 발화), 켈리와 행복한 커플생활을 하던 케니는 에피소드 초반에 바로 자연발화함.
3. Succubus : 서큐버스가 깔아 뭉갬. 그리고 케니의 눈은 카트먼에게 기증되었다.
4. Tweek vs Craig : 돌아가던 선반에 휘말려 멀리 있는 벽으로 나가떨어진 뒤 못통에 떨어짐.
5. Jakovosaur : 산에서 영양 행세를 하다 그리즐리 곰에게 잡혀먹혔다.
6. Sexual harrassment panda : 실패한 마스코트의 섬에서 '선풍기를 돌릴 때는 큰 자석을 들고 있지 마라 매' 지미가 케니에게 자석을 쥐어주고 거대한 선풍기를 틀었다. 선풍기에 말려서 사망.
7. Cat orgy : 케니 등장하지 않음. 카트먼과 쉘리 에 관한 에피소드임.
8. Two guys naked in a hot tub : 케니가 등장하지 않았다. (연속 두 편 등장하지 않음)
9. Jewbilee : 모세를 봉인에서 풀어주기 위해 소라를 머리로 깨면서 머리가 함께 깨짐. (사실 07 08 09는 같은 날 일어난 일을 세 편에 걸쳐 만든 것임)
10. Chinpokomon : 포켓몬 열풍을 풍자한 에피소드. 그답게 케니는 친포코몬 게임을 플레이하다 현란한 게임화면을 보고 발작사(발작 이후에도 멍하게 돌아다녔으나, 이미 죽은 상태였다). 이는 포켓몬 만화에서 폴리곤 에피소드에서 엄청나게 현란한 폭발 장면(무지개색)이 3초 동안 방영되자 수천 명의 아이들이 구토와 발작 증세를 일으킨 것을 패러디한 것이다.[3]
11. Starvin' Marvin in space : 스타워즈 패러디가 약간 나온다. 샐리 스트러더스에게 잡힌 케니는 한 솔로 선장처럼 탄소코팅되어 샐리 스트러더스에게 바쳐졌다.
12. Korn's Groovy pirate ghost mystery : 콘이 스페셜 게스트로 나오는 에피소드. 핼러윈 코스튬 경연대회를 위해 로봇 코스튬을 입었다가 스타워즈 전투기들에게 격침당했다.
13. Hooked on monkey phonics : Phonics monkey에게 구타당했다.
14. The red badge of gayness : 남북 전쟁을 재현하다 취중에 워싱턴까지 진격하고 있는 재현 남군들을 진압하러 온 국군이 쏜 공포탄이 불발되어 케니를 맞췄다.
15. Mr. Hankey's Christmas classics : 마지막에 샹들리에가 떨어져 맞았다.
16. Are you there god - It's me, Jesus : 유행성 출혈열에 걸려 항문에서 피가 조금씩 나왔는데, 자기가 생리하는 줄 알고 솜으로 항문을 막았다가 엄청난 혈액의 압력으로 급사.
17. World wide recorder concert : 갈색 소음(들으면 똥을 싼다)으로 편곡된 리코더곡을 400만명의 초등학생이 일제히 불어서 생긴 전 세계적 파국에서, 난장판에 휘말려 사망했다.(사망 장면은 나오지 않음)

### 시즌 4
1. Cartman's silly hate crime 2000 : 썰매 내기를 연습하다가 썰매가 날아가자 나무에 부딪히고 벽돌 더미에 파묻혀 사망.
2. The tooth fairy 2000 : 조직적 이빨 요정 사기단이 콘크리트 벽돌을 매달고 강물에 빠뜨렸으나, 벽돌 높이가 강물보다 높아서 살았다. 대신에 살려고 강가로 가다가 깊은 수렁으로 빠져서 익사.
3. Quintuplets 2000 : 로마니아까지 가서 성악으로 한참 성공하던 도중, 미국에서 케니를 데려오기 위해 파견된 특수요원들이 벽장에 숨어있던 케니를 향해 무의식적으로 난사.
4. Timmy 2000 : 집중력 부족 증후군 판단을 받고 리탈린을 복용하던 카트먼은 부작용으로 크리스티나 아길레라 벌레가 기어다니는 환각을 보게 되는데, 환상의 벌레가 케니 얼굴에 앉았다. 카트먼이 후라이팬으로 가격하여 사망.
5. Pip : 핍의 솔로 에피소드로, 케니가 출연하지 않아서 죽지 않았다.
6. Cartman joins NAMBLA : 케니가 왜 계속 죽어도 다시 나오는지 간접적으로 설명해 주는 에피소드. 냄블러 회원들을 잡느라 북새통이 된 호텔에서 그 무리에 휘말려 병원 신세를 지게 된 케니 아버지를 싣고 가는 앰뷸런스가 후진하다가 케니를 치어 죽임. 케니가 그토록 저지하려 했던 동생이 다시 '케니'라는 이름을 달고 태어났다.
7. Cherokee hair tampons : 크레인으로 운반 중이던 그랜드피아노가 떨어져 압사.
8. Chef goes nanners : 소화제를 박하사탕으로 오인하고 먹은 뒤 물을 마시고, 엄청난 내부 압력으로 부풀어 올라 폭사.
9. Something you can do with your finger : 백화점에서 보이 밴드 공연을 하려고 무대에 있다, 엘리베이터가 끝까지 내려와 압사.
10. Do the handicapped go to hell : 버스에 치었으나 11화로 넘어감.
11. Probably : 10화의 버스 밑에서 극적으로 살아남.
12. 4th grade : 줄에 끌려 길바닥에 갈렸다.
13. Trapper keeper : 케니가 카트먼의 방문을 부수고 트래퍼 키퍼를 수거하려고 했는데 폭주한 트래퍼 키퍼가 방문을 그대로 쓸어버림.
14. Hellen Keller-The musical : 티미가 고른 병든 칠면조를 죽이려고 카트먼이 무대 조명을 떨어뜨렸으나 케니가 맞음.
15. Fat camp : 극적으로 살아남. 대신 스톰퍼(시즌4 에피소드1에서 카트먼의 소년원 감방 친구)가 대신 죽음.
16. The wacky molestation adventure : 캐러셀에서 희생당했다. (실제 희생장면은 나오지 않았다.)
17. A very crappy Christmas : 뺑소니로 사망함.그래서 아이들이 만들고 있던 애니메이션에서 케니를 죽임

### 시즌 5
1. Scott Tenorman must die : 스캇 테너맨이 찍은 카트먼 몰래카메라를 보며 엄청나게 웃다가 사망. 영혼까지 미친듯이 웃으며 승천함.
2. It hits the fan : shit 남용으로 역병이 돌았고, 케니가 마지막으로 희생당함(왼쪽 하단에 있는 카운터가 이 챕터 안에서 162회의 shit이 나온다고 설명한다).
3. Cripple fight : 독수리가 케니를 채어 감.
4. The super best friends : 컬트 신도들의 단체 자살에서 스탠이 달려갔을 때, 케니는 이미 죽은 채로 떠올랐다.
5. Terrance and Phillip behind the blow : 환경단체에서 약속을 어겼으니 팔다리를 자르겠다!죽이겠다! 해서 아이들이 도망가다 결국 케니가 잘렸다..(죽지는 않았다.)
6. Cartmanland : '카트먼랜드'에서 롤러코스터를 타다가 망가진 파이프가 머리를 관통. 즉사.
7. Proper condom use : 베베가 던진 살상용 부메랑에 맞아 사망.
8. Towelie : 타이나코프 폭파 현장에서 끓는 쇳물에 떨어져 사망.
9. Osama Bin Laden has a farty pants : 탈레반 게릴라들과 미군 간의 전투에서 헬기 기관포 난사를 맞고 사망.
10. How to eat with your butt : 오토바이 뺑소니 도중 가장 빠르게 사망.
11. The Entity : 공항에서 술래잡기 하려고 검문받다가 손톱깍이가 걸리고, 테러리스트로 간주받아 현장사살.
12. Here comes the neighborhood : 썰매에 시체로 실려 나온 것으로 미루어 보아 노는 와중에 죽었음. 사유는 불명.
13. Kenny dies : 불치병으로 사망. 이후 시즌 6 마지막(크리스마스 특집 에피소드)까지 케니는 나오지 않는다.

### 시즌 5 이후
시즌7
15 It's christmas Time in canada : 새로운 캐나다 수상(인 척 하던 사담후세인)이 살상광선으로 케니를 죽임
시즌8

07 The jeffersons : 마이클 제퍼슨이 케니를 블랭킷인줄 알고 던지고 놀다가 케니가 천장에 박혀 죽음
시즌9
03 The wing : 실제 중국가수인 윙이 나오는 에피소드, 중국 조폭에 끌려간 윙을 찾기위해 사투를벌이다 사살당함

04 Best friends forever : 60레벨을 달성했다고 날뛰다가, 뺑소니 당했다.
시즌10
08 Make Love, Not Warcraft : 케니의 와우(월드 오브 워크래프트)캐릭터가 사망한다.(케니는 안죽음)
시즌11
14 The List : 베베와 웬디가 싸우는 중 실수로 베베의 권총이 발사되는데 총알이 저녁을 먹고있던 케니에게 날아감.
시즌13
01 The Ling : 매독으로 인해 사망.

10 W.T.F : 레슬링 코치가 빈스 맥맨이 보러 온다는 소식을 듣고 바주카로 날려 버리려 하지만, 불발이 일어나 링 안으로 떨어져 버린다. 그걸 보던 케니가 잡자마자 하늘로 솟아오르며 폭죽이 되어 사망.

14 Pee : 워터파크에 놀러갔는데 오줌 홍수가 일어나고 만다. 여기에 휩쓸려 케니는 죽는다.
시즌14
01 Sexual Healing : 자위질식으로 인해 사망. 목에 벨트를 두르고 배트맨 옷 비슷한걸 입고 자위를 하면서 공기 부족을 느낄 때 엄청난 오르가즘을 느낀다는 의사의 말을 그대로 따라함.
12 Mysterion Rises : 크툴루의 이교도 신자에 의해 칼에 찔려 사망한다.

13 Coon vs Coon & Friends : 자기의 죽음을 아무도 기억하지 못하자 빡쳐서 자살(1). 크툴루에 의해 어둠의 너머로 보내진 친구들을 구출하기 위해 가시밭으로 뛰어들어서 자살(2). 

모든 사건이 끝나고 피곤해서 집에가서 자려고 자살(3)한다. 유일하게 케니가 3번 죽은 에피이며 케니가 왜 죽어도 다시 살아나는지를 알 수 있는 에피소드이다.
시즌15
14 The Poor Kid : 왠 이상한 파충류 새에 의해 먹혀서 사망한다. 이는 멕시코 신화와 관련된 이야기로 이 에피소드에서 카트맨이 위탁보호가정에 처음 들어가자마자 보게 되는 '불가지론자 규범'에 나와있다.
시즌16
06 I Should Have Never Gone Ziplining : 너무나 지루하여 사망한다.
시즌17
09 Titties and Dragons : 소니 건물에서 점프했다가 사망. 그러나 죽은 것처럼 보였지만 멀쩡히 살아서 다시 일어났다
- 시즌 24

The Pandemic Special: 순찰 중인 경찰에게 난사당했다.